# Église Saint-Nicolas de Haspelschiedt
Pour les articles homonymes, voir église Saint-Nicolas.
L'église Saint-Nicolas se situe dans la commune française de Haspelschiedt dans le département de la Moselle en région Grand Est.

## Identité ecclésiale
L'église est une ancienne filiale de la paroisse-mère de Schorbach.

## Historique
Une première chapelle est mentionnée au XVIIIe siècle, devenue la première église paroissiale de Haspelschiedt en 1802. Elle était située dans le cimetière, au lieu-dit Kirchhof, et est remplacée par l'église actuelle, construite dans le village de 1869 à 1874 sur les plans de Charles Desgranges, architecte à Sarreguemines, comme pour l'église de Goetzenbruck, dont elle est la réplique modeste. La construction est effectuée par les entreprises Petit de Puttelange-aux-Lacs et Delay de Bitche.
L'édifice dédié à saint Nicolas, de type basilical avec transept légèrement saillant et chœur polygonal, pastichant le gothique du XIVe siècle, est restauré de 1947 à 1953. L'église est inscrite à l'inventaire topographique de la région Lorraine.

## Mobilier
- Le mobilier de l'église paroissiale Saint-Nicolas[1] :

* Verrière figurée
* Croix (d'applique) : Christ en croix.
* Ostensoir.
* Orgue de l'atelier Haerpfer-Erman, de 1958,.